# Omobranchus ferox
Omobranchus ferox är en fiskart som först beskrevs av Herre 1927.  Omobranchus ferox ingår i släktet Omobranchus och familjen Blenniidae. IUCN kategoriserar arten globalt som livskraftig. Inga underarter finns listade i Catalogue of Life.